# Buřňák kermadecký
Buřňák kermadecký (Pterodroma cervicalis) je velký druh buřňáka elegantních rysů, který obývá střední části Tichého oceánu. Drtivá většina populace hnízdí na Macauleyho ostrově, který je součástí novozélandských Kermadekových ostrovů.

## Systematika
Druh formálně popsal anglický přírodovědec Osbert Salvin v roce 1891. Jedná se o monotypický taxon, tzn. netvoří žádné poddruhy, i když Mezinárodní svaz ochrany přírody k roku 2018 rozeznával subsp. occulta, který je však jinými taxonomickými autoritami považován za samostatný druh buřňák vanuatský (Pterodroma occulta). Druhové jméno cervicalis pochází z latinského cervix, cervicis = „krk“, což odkazuje k nápadně bílému krku ptáka.

## Rozšíření a populace

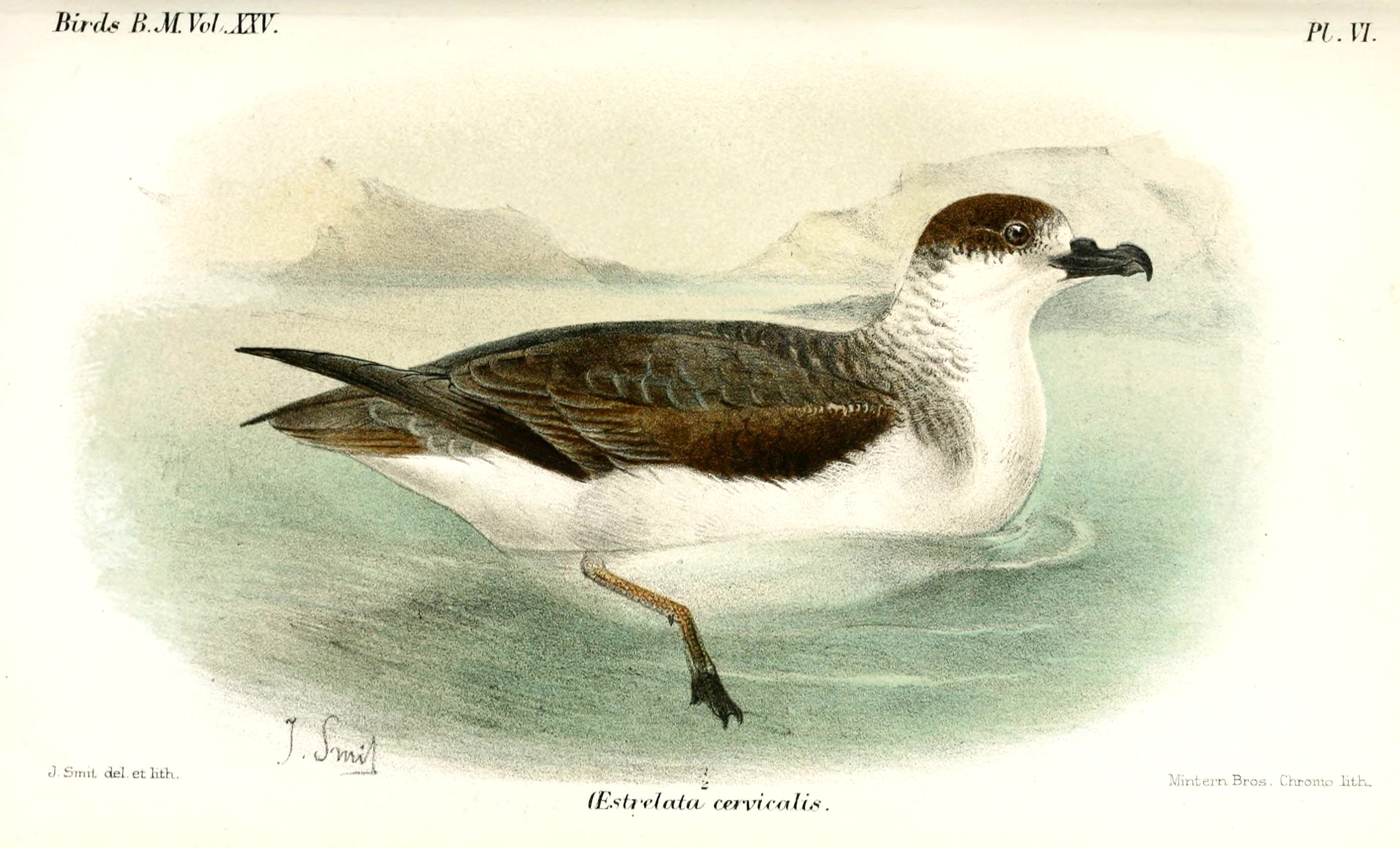
Ilustrace buřňáka kermadeckého (Joseph Smit, 1896)

Tento trubkonosý pták se vyskytuje v Tichém oceánu. Hnízdí takřka výhradně na Macauleyho ostrově, který je součástí Kermadekových ostrovů, jež patří Novému Zélandu. Tamější populace čítala k roku 1988 kolem 50 000 jedinců. Druh původně hnízdil i na ostrově Raoul (taktéž součást Kermadekových ostrovů), avšak někdy kolem roku 1914 raoulská populace podlehla predaci invazivních savců (koček a potkanů). Po vymření raoulské populace byl druh považován za vyhynulý. Kolonie z ostrova Macauley byla objevena až v roce 1969. V roce 1991 byl buřňák kermadecký poprvé zaznamenán i na Phillipově ostrově, kde bylo v roce 1992 potvrzeno i první zahnízdění. V roce 2010 se velikost tamější populace buřňáků kermadeckých odhadovala na 10–100 hnízdních párů.
Po skončení doby hnízdění buřňáci bělokrcí migrují za rovník do tropických a subtropických vod severního Pacifiku na jihovýchod od Japonska, kde zůstávají cca od května do listopadu.

## Popis

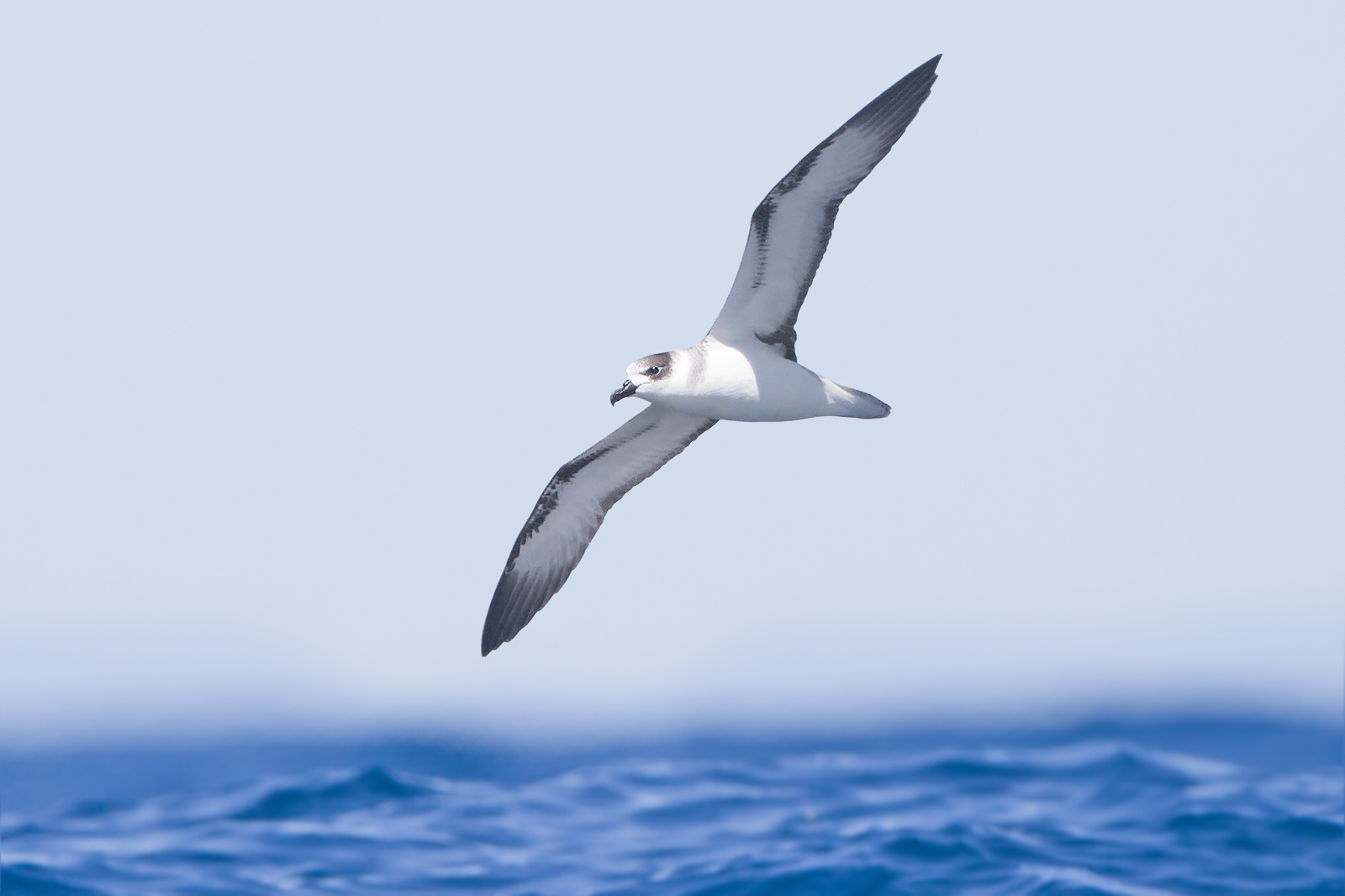
Buřňák kermadecký u břehů Tasmánie

Tento statný buřňák dosahuje délky těla kolem 43 cm, rozpětí křídel kolem 100 cm a váhy cca 380–545 g. Čelo je bílé, horní část hlavy od korunky na šíji a dále dolů pod oči jsou černé. Hlavním rozpoznávacím znakem druhu, která mu dal i druhové jméno, je čistě bílá zadní strana krku. Zbytek svrchní části těla je jinak šedý, na horní straně křídel se nachází výrazný tmavý vzor ve tvaru písmene M. Spodina včetně spodní strany křídel jsou bílé, pouze v ohbí křídla se nachází tmavý pruh, které se táhne v podobě linky po náběžné straně křídel směrem ke konečku křídla a na druhou stranu k tělu směrem ke střední části báze křídla. Černý silný zobák je dlouhý kolem 37 mm, nohy jsou tělové barvy, prsty a konečky blán jsou černé.

## Biologie

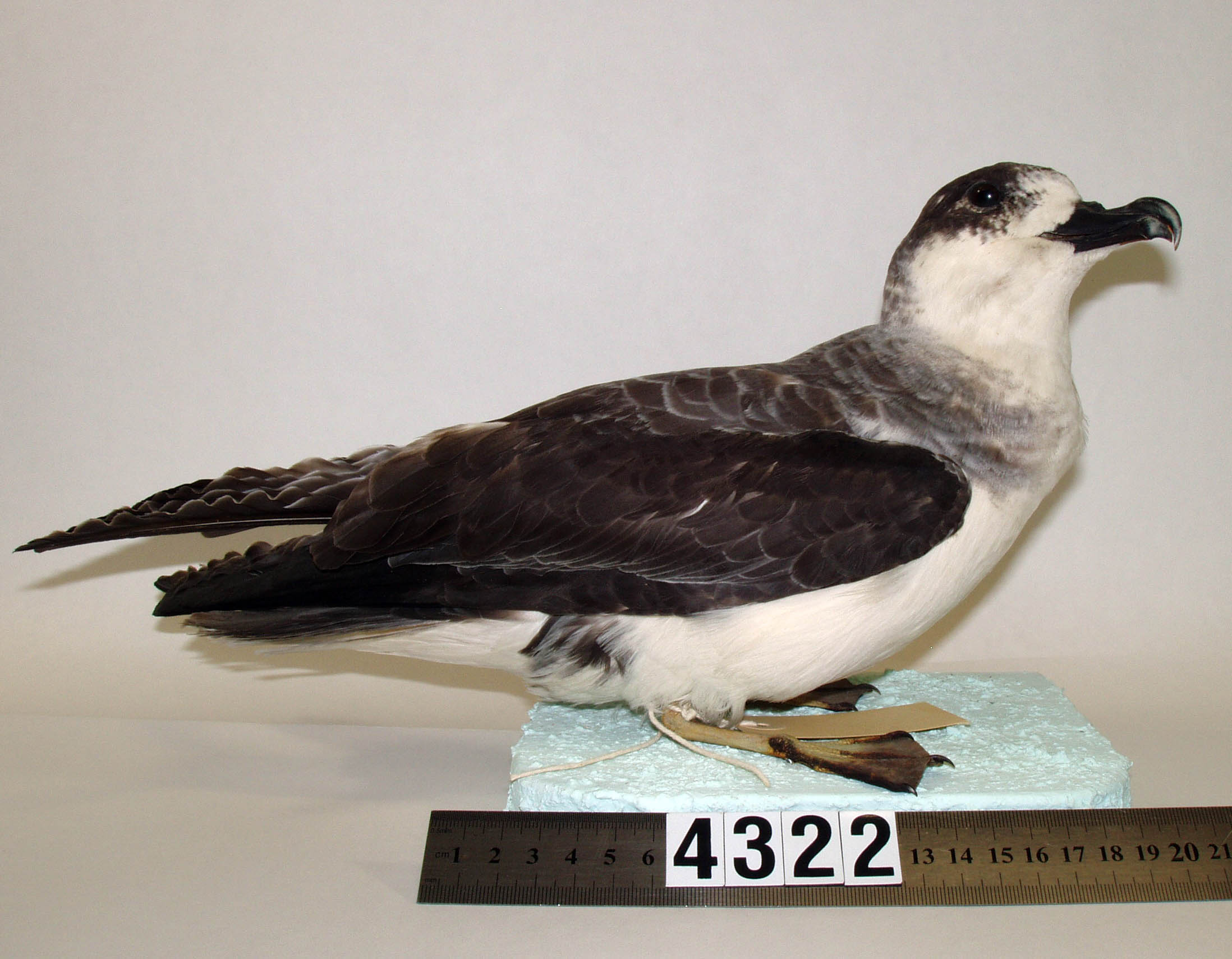
Vycpaný exemplář ve sbírkách Aucklandského muzea

O biologii druhu je známo jen minimum informací. Živí se převážně desetiramenatci, které pojídá buď za letu sebráním z hladiny, nebo po dosednutí na hladinu ponořením hlavy pod vodu. Na moři se vyskytuje převážně samostatně nebo v malých hejnech. V koloniích se projevuje hlasitým ka-ka-ka, vydává též výrazné kukóóuik-ka-ha. Do kolonií se vrací někdy v září nebo říjnu, vejce jsou kladena v prosinci a lednu. Hnízdí v norách. Samice klade jedno bílé vejce o rozměrech 66×47 mm. Mláďata se osamostatňují po cca 110 dnech.

## Ohrožení
Mezinárodní svaz ochrany přírody hodnotí druh jako zranitelný. Důvodem je hlavně geograficky extrémně omezená populace, která je tak vysoce náchylná na nenadálé přírodní katastrofy či lidmi způsobené újmy. Vytrvalou hrozbu představují hlavně invazivní druhy savců, kteří by v případě dovlečení na Macauleyho ostrov měli na buřňáky kermadecké katastrofální dopad. Kdysi byly na Macauleyho ostrově vysazeny kozy, a když v roce 1970 došlo k jejich vyhubení, zpasené plochy rychle zarostly kapradinou Hypolepis dicksonioides, která je sice místního původu, avšak díky kozám vytvořila monokulturní masu, která zabrala i stanoviště vhodná k hnízdění buřňáků kermadeckých.